# Campyloneurum amazonense
Campyloneurum amazonense là một loài dương xỉ trong họ Polypodiaceae. Loài này được B.Le mô tả khoa học đầu tiên năm 2004.
Danh pháp khoa học của loài này chưa được làm sáng tỏ. 